# Coppa del mondo VIVA 2006
La Coppa del mondo VIVA 2006 (in inglese VIVA World Cup 2006) è stata la prima edizione competizione mondiale riservata alle selezioni di calcio delle nazioni non riconosciute o riconosciute ma non affiliate né alla FIFA né alle organizzazioni continentali e si è svolta in Occitania tra il 20 novembre ed il 24 novembre 2006.

## Storia
Nell aprile del 2005 la NF-Board annunciò che la Repubblica Turca di Cipro del Nord era stata scelta per ospitare l'edizione inaugurale della VIVA World Cup, dopo aver ospitato con successo il torneo per celebrare i 50 anni della KTFF, federazione calcistica nazionale, chiamato KTFF 50th Anniversary Cup, a cui presero parte Lapponia, membro dell'NF-Board, e Kosovo, non affiliato alla FIFA. L'NF-Board sperava che 16 selezioni volessero prendervi parte.
Nella primavera del 2005, fu eletto nella Repubblica Turca di Cipro del Nord un nuovo governo. L'NF-Board accusò il governo di Ferdi Sabit Soyer di voler restringere il numero di nazioni invitate, evitando così potenziali problemi politici. Da parte sua, la KTFF accusò la NF-Board di irragionevoli richieste finanziarie.
L'esito di questi problemi fu che la NF-Board decise di concedere i diritti per l'organizzazione del torneo all'Occitania. In risposta, la KTFF annunciò di voler organizzare un suo torneo, la ELF Cup, disputata in contemporanea alla VIVA World Cup. Alcuni membri dell'NF-Board accettarono l'invito e presero parte alla ELF Cup.
L'Occitania annunciò che il torneo sarebbe stato giocato tra il 19 ed il 25 novembre 2006, e che le gare si sarebbero disputate a Hyères les Palmiers, vicino a Tolone. Il numero di partecipanti fu inizialmente abbassato ad otto, vista la decisione di alcuni membri della NF-Board di partecipare alla ELF Cup, per poi scendere ulteriormente a sei: Monaco, Romanì, Lapponia, Camerun meridionale, Papua occidentale e Occitania, ospite del torneo.
In seguito, l'assenza di Papua occidentale e Camerun meridionale all'Assemblea Generale della NF-Board nel settembre del 2006 ed i problemi logistici della selezione dei Romanì, gettarono nuovi dubbi sul torneo, ormai ridotto a sole tre squadre. Fortunatamente il Camerun meridionale riuscì ad inviare una squadra e le quattro selezioni, dodici in meno di quanto si sperava inizialmente, furono pronte per giocarsi il titolo.
Prima dell'inizio del torneo si presentarono ancora nuovi problemi per gli organizzatori, in quanto gli africani non riuscirono a presentarsi a causa di problemi di visto per i suoi giocatori. La squadra rimase ugualmente iscritta, ma perse tutte le gare a tavolino.
La finale si è disputata il 24 novembre 2006 tra Monaco e Lapponia, con una schiacciante vittoria di quest'ultima 21-1, che ha portato a 42 le reti segnate dai lapponi nelle quattro gare disputate.

## Squadre partecipanti
| Squadra             | Continente |
| ------------------- | ---------- |
| Camerun meridionale | Africa     |
| Lapponia            | Europa     |
| Monaco              | Europa     |
| Occitania           | Europa     |

## Torneo
Tutti gli orari sono UTC+1

### Fase a girone
| Pos | Squadra             | G | V | N | P | GF | GS | DG  | Pt | Risultato               |
| --- | ------------------- | - | - | - | - | -- | -- | --- | -- | ----------------------- |
| 1   | Lapponia            | 3 | 3 | 0 | 0 | 21 | 0  | +21 | 9  | Qualificate alla finale |
| 2   | Monaco              | 3 | 2 | 0 | 1 | 3  | 16 | −13 | 6  | Qualificate alla finale |
| 3   | Occitania           | 3 | 1 | 0 | 2 | 2  | 10 | −8  | 3  |                         |
| 4   | Camerun meridionale | 3 | 0 | 0 | 3 | 0  | 0  | 0   | 0  |                         |

| Costebelle 20 novembre 2006, ore 13:30 | Monaco | 3 – 0 (tav.) | Camerun meridionale | Stade Gaby Robert |

| Costebelle 20 novembre 2006, ore 15:15                                                                           | Occitania | 0 – 7                                                                          | Lapponia | Stade Gaby Robert |
| \| \| \| \| \| \| Marcatori \| , Tom Høgli Eirik Lamøy Steffen Nystrøm Olav Råstad Torkild Nilsen Espen Bruer \| |           |                                                                                |          |                   |
| |           |                                                                                |          |                   |
| | Marcatori | , Tom Høgli Eirik Lamøy Steffen Nystrøm Olav Råstad Torkild Nilsen Espen Bruer |          |                   |

| Costebelle 21 novembre 2006, ore 13:30 | Lapponia | 3 – 0 (tav.) | Camerun meridionale | Stade Gaby Robert |

| Hyères 21 novembre 2006, ore 15:30 | Occitania | 2 – 3 | Monaco | Stade L'Ayguade |

| Hyères 23 novembre 2006, ore 13:30 | Occitania | 3 – 0 (tav.) | Camerun meridionale | Stade L'Ayguade |

| Hyères 23 novembre 2006, ore 15:30 | Lapponia  | 14 – 0 | Monaco | Stade L'Ayguade |
| \| \| \| \| \| Trond Olsen Steffen Nystrøm Magnus Andersen Olav Råstad Eirik Lamøy Espen Bruer Tom Høgli Jonas Johansen \| Marcatori \| \| |           |        |        |                 |
| |           |        |        |                 |
| Trond Olsen Steffen Nystrøm Magnus Andersen Olav Råstad Eirik Lamøy Espen Bruer Tom Høgli Jonas Johansen                                   | Marcatori |        |        |                 |

### Finale
| Hyères 24 novembre 2006, ore 19:00 | Lapponia  | 21 – 1 | Monaco | Stade Perruc |
| \| \| \| \| \| Eirik Lamøy , , , Tom Høgli , , Jonas Johansen , , Espen Bruer , Torkel Nilson , Olav Råstad , Trond Olsen Steffen Nystrøm Espen Minde Matti Eira Leif-Arne Brekke \| Marcatori \| \| |           |        |        |              |
| |           |        |        |              |
| Eirik Lamøy , Tom Høgli , Jonas Johansen , Espen Bruer , Torkel Nilson , Olav Råstad , Trond Olsen Steffen Nystrøm Espen Minde Matti Eira Leif-Arne Brekke                                           | Marcatori |        |        |              |